# Jaera (Jaera) italica
Jaera (Jaera) italica là một loài chân đều trong họ Janiridae. Loài này được Kesselyak miêu tả khoa học năm 1938.